# Raquelia Rocks
Die Raquelia Rocks (spanisch Islotes Raquelia) sind Klippenfelsen im Archipel der Südlichen Shetlandinseln. Sie liegen vor der Einfahrt zum Johnsons Dock auf der Ostseite der zur Livingston-Insel gehörenden South Bay.
Ihr spanischer Name ist erstmals auf einer spanischen Karte aus dem Jahr 1998 enthalten. Das UK Antarctic Place-Names Committee übertrug diesen 2003 in angepasster Form ins Englische. Der weitere Benennungshintergrund ist nicht überliefert.